# Andrew Betts
Andrew Richard Betts (Coalville, 11 maggio 1977) è un ex cestista britannico, professionista in Italia, Spagna e Grecia.

## Carriera
È stato selezionato dagli Charlotte Hornets al secondo giro del Draft NBA 1998 (50ª scelta assoluta).
Con la Gran Bretagna ha disputato i Campionati europei del 2009.

## Palmarès
- Campionato spagnolo: 1

Real Madrid: 1999-2000
- Campionato greco: 1

AEK Atene: 2001-02
- Campionato ucraino: 1

Budivelnyk Kiev: 2010-11
- Supercoppa italiana: 1

Fortitudo Bologna: 1998
- Coppa di Grecia: 1

AEK Atene: 2000-01
- Copa del Rey: 1

Saski Baskonia: 2004
- Liga catalana: 1

Joventut Badalona: 2005
- FIBA EuroCup: 1

Joventut Badalona: 2005-06